# Государственная пограничная служба Украины
Государственная пограничная служба Украины (ГПС Украины) (укр. Державна прикордонна служба України, ДПС України) — правоохранительный орган специального назначения, который обеспечивает охрану государственной границы Украины и исключительной экономической зоны Украины.

## История

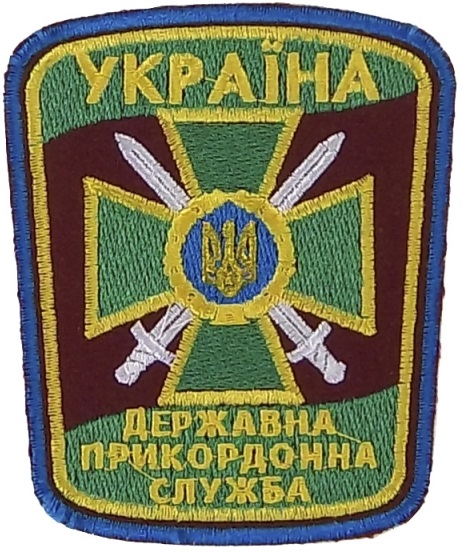
Нарукавная эмблема ГПСУ.

В 2001 году началась реформа украинской пограничной службы, в результате которой 31 июля 2003 года пограничные войска Украины были преобразованы в Государственную пограничную службу Украины.
По состоянию на 2002 год общая численность сотрудников пограничной службы составляла 45 тыс. человек
В октябре 2003 года сотрудники пограничной службы принимали участие в конфликте у острова Тузла в Керченском проливе.
В 2004 году началось оказание технической помощи пограничной службе Украины по программе «Усиление пограничного менеджмента на государственной границе Украины», которая финансировалась при участии Агентства уменьшения угроз Министерства обороны США (в ходе осуществления программы, которая продолжалась в 2004—2013 гг., для ГПСУ было передано оборудования и техники на сумму около 34 млн долларов США, обучено 7500 сотрудников).
- В 2004 году по программе технической помощи правительство США передало морской охране один аэробот для прикрытия и контроля заболоченных участков государственной границы и партию аварийно-спасательного имущества: 49 спасательных плотов (33 плота типа ПСН-10 и 16 плотов ПСН-6)[5], 282 спасательных и 54 страховочных жилета, аварийные буи.
- В 2005—2006 гг. пограничная служба Украины получила от министерства обороны США две партии техники и оборудования для Южного регионального управления Госпогранслужбы[6]:

- в марте 2005 года Котовский погранотряд получил партию техники и оборудования на сумму 650 тыс. долларов США
- 2 марта 2006 года Котовский, Белгород-Днестровский, Могилев-Подольский и Измаильский погранотряды получили ещё одну партию техники и оборудования (автомобили, мотоциклы, катера морской охраны, оборудование для паспортного контроля, стационарные металлоискатели, аппаратуру для фотовидеосъёмки, технические средства для осмотра автомобилей, радиостанции, устройства радиационного контроля, приборы ночного видения, сейфы и пр.) общей стоимостью 2 млн долларов США

- В ноябре 2010 года США передали пограничной службе Украины 62 транспортных средства на сумму 3,5 млн долларов (в том числе, 38 внедорожников Chevrolet Niva, 5 катеров UMS-600, 3 автобуса «Богдан», 3 микроавтобуса Volkswagen Transporter, 5 квадроциклов Bombardier Outlander 400 MAX, 6 снегоходов Polaris 600 IQ Touring, а также 2 катера на воздушной подушке КМ-6). Церемония передачи состоялась при участии посла США на Украине Джона Теффта и председателя Госпогранслужбы Николая Литвина[7].
- В мае 2011 года пограничной службе Украины передали 17 внедорожников Chevrolet Niva, три катера UMS-600, два микроавтобуса VW Transporter, пять квадроциклов Bombardier Outlander 400 MAX и шесть снегоходов Polaris 600 IQ Touring[8].
- 8 мая 2012 года Еврокомиссия и правительство США подарили Государственной пограничной службе Украины 54 внедорожника Land Rover Defender 110[9]

В 2008 году система управления Госпогранслужбы была реформирована с пятиуровневой в четырёхуровневую (Администрацию, региональные управления, органы охраны границы, а также отделы пограничной службы).
В декабре 2010 года в Австрии для погранслужбы были закуплены три патрульных самолёта Diamond DA 42М-NG (один из них разбился 4 июля 2012 года в районе села Руский Мочар Великоберезнянского района Закарпатской области).
В начале 2013 года ГПСУ получила пять программно-технических комплексов автоматизации приграничного контроля «Гарт-1/П» на шасси ГАЗ-66.
В начале марта 2014 года началась операция «Граница» по блокированию передвижения, перемещения грузов и товаров через границу с Приднестровской Молдавской Республикой, в которой участвуют подразделения украинских войск, пограничной охраны и таможенной службы. В ходе операции украинской стороной начато сооружение противотанкового рва на протяжении всей 450-км границы с ПМР.
В ходе аннексии Крыма Россией, после проведения референдума о статусе Крыма 16 марта 2014 года, верховный главнокомандующий Крыма Сергей Аксёнов приказал военнослужащим воинских частей вооружённых сил Украины на территории полуострова, не желающим служить в армии Крыма, подать рапорта о расторжении контрактов. Остальным было предложено поступить на службу вооружённых сил Республики Крым. Вслед за этим, 18 марта 2014 года государственная пограничная служба Украины начала вывод морской охраны из Крыма
- часть личного состава украинской пограничной службы, проходившего службу в Крыму, приняла решение продолжить службу в пограничной службе ФСБ Российской Федерации[16]

18 апреля 2014 года министерство обороны США выделило 3 млн долларов на оказание невоенной помощи пограничной службе Украины (поставки включают обмундирование, палатки, электрогенераторы, инженерное оборудование, средства связи). В дальнейшем объём помощи министерства обороны США пограничной службе Украины был увеличен до 7 млн долларов. К 9 сентября 2014 года США выделили на оказание помощи украинской пограничной службе 26 млн долларов (15 млн от министерства обороны США и 11 млн от государственного департамента США)
С 21 апреля 2014 года к охране границы, помимо личного состава пограничной службы, привлечены активисты общественной организации «Славутская Сечь». В дальнейшем к участию в патрулировании пограничной зоны были привлечены представители украинского реестрового казачества, а также пилоты и владельцы гражданской авиатехники.
6 августа 2014 года Канада объявила о намерении отправить Украине самолёт с грузом военного имущества, 8 августа 2014 на Украину вылетел военно-транспортный самолёт C-130J с 32 тоннами военной помощи общей стоимостью 5 млн канадских долларов (шлемы, бронежилеты, защитные очки, медицинские аптечки, палатки и спальные мешки). 15 августа 2014 года на Украину вылетел третий самолёт CC-177 с грузом военного имущества, после чего поставки были прекращены.
8 октября 2014 года правительство США передало ГПСУ партию технической помощи общей стоимостью 3 млн долларов США (45 единиц автомобильной и специальной техники, среди которой грузовые автомобили, тягачи, топливозаправщики, микроавтобусы, краны, экскаваторы и тракторы, а также пневмокаркасные модули, дизельные генераторы и предметы снаряжения — бинокли, переносные тепловизоры и спальные мешки).
16 декабря 2014 государственный департамент США выделил финансирование на приобретение для пограничной службы Украины одной бронемашины СРМ-1 «Козак» (которая была передана ГПСУ 19 января 2015 года).
20 декабря 2014 США передали погранслужбе 35 бронированных внедорожников «Volkswagen Amarok» и «Toyota Land Cruiser 200», а также 2300 комплектов униформы
1 апреля 2015 года США передали погранслужбе 17 бронированных внедорожников «Ford Ranger»

## Современное состояние

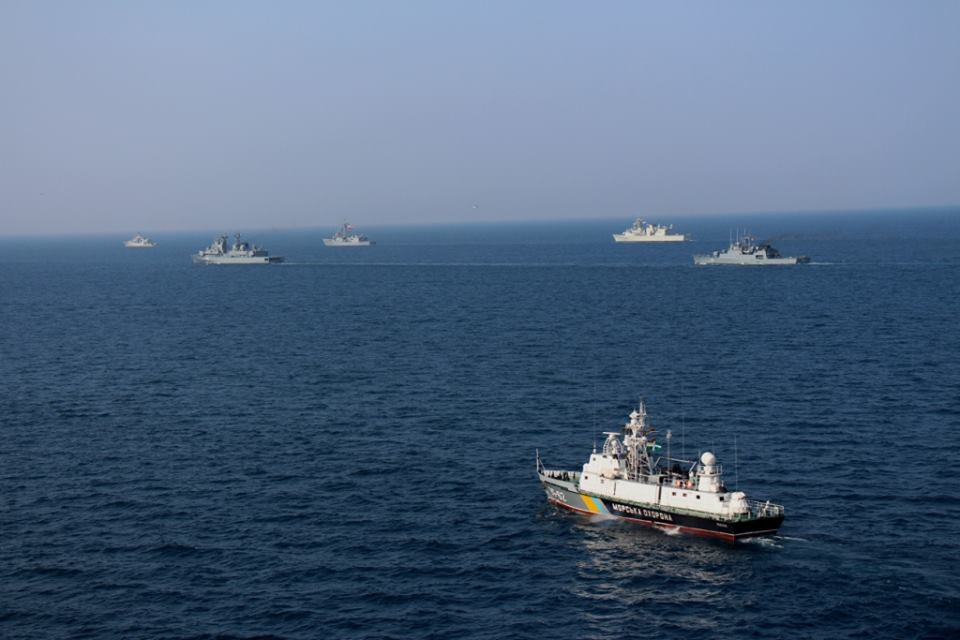
Пограничный сторожевой корабль «Поділля», украинско-американские учения «Sea Breeze — 2016»

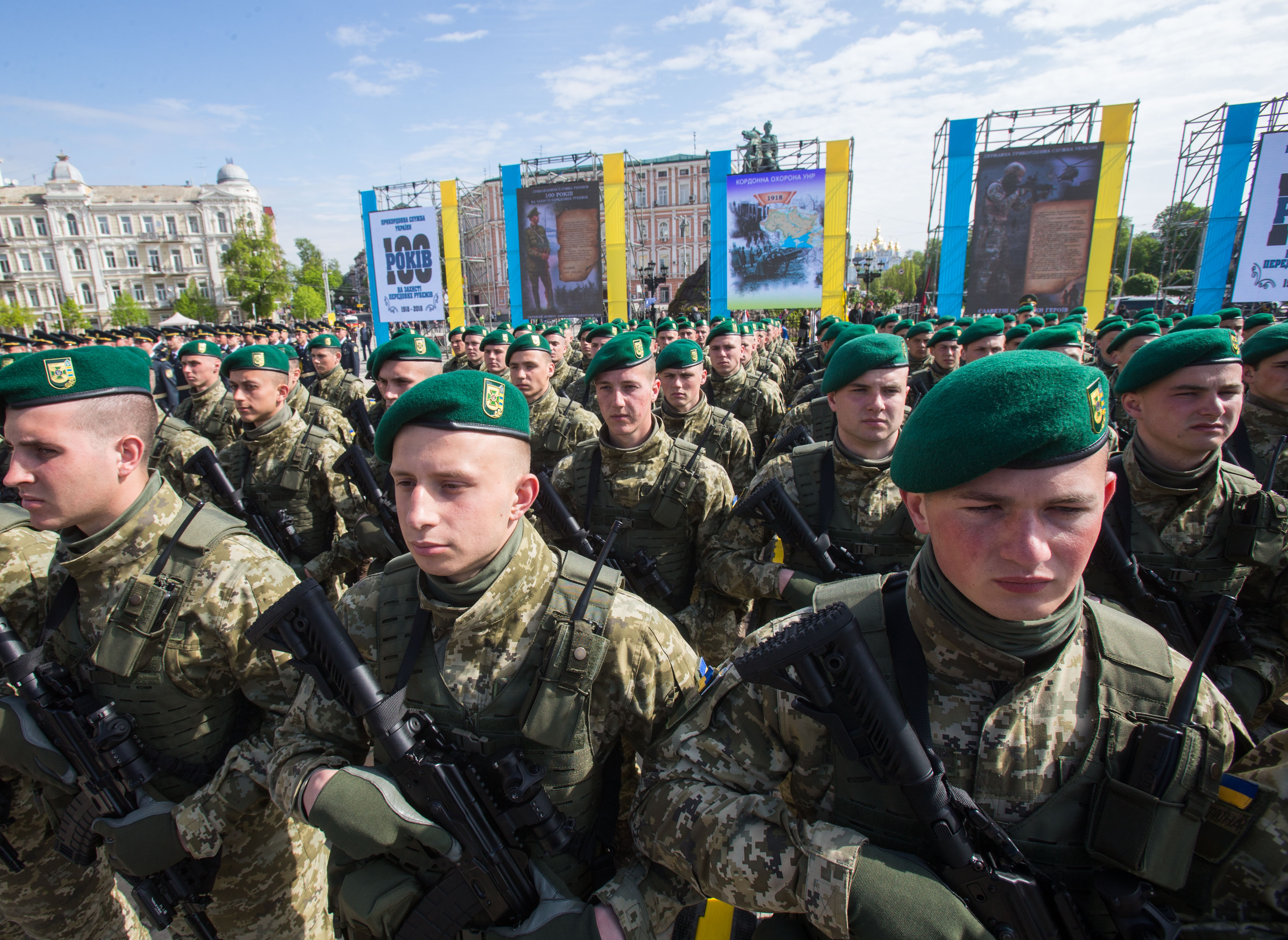
Празднование 100-летия пограничной службы Украины, Киев, 2018 год

С весны 2014 года личный состав пограничной службы принимает участие в боевых действиях на юго-востоке Украины. 7 октября 2014 заместитель генерального прокурора Украины А. Матиос сообщил, что в период после 13 апреля 2014 в ходе боевых действий погибли 58 и были ранены ещё 344 сотрудника государственной пограничной службы. 15 октября 2014 заместитель начальника Восточного регионального управления ГПСУ Сергей Москаленко сообщил, что в ходе боевых действий погибли 60 украинских пограничников. 10 июля 2015 было объявлено, что потери ГПСУ составляют 64 погибшими, 391 ранеными и 10 пропавшими без вести. 20 августа 2015 первый заместитель председателя ГПСУ Василий Серватюк сообщил, что потери ГПСУ составляют 70 погибшими, около 400 ранеными и 10 пропавшими без вести
В связи с осложнением обстановки в приграничной зоне на вооружение пограничных отрядов начали поступать бронированные машины.
- так, 25 июня 2014 года пограничной службе был передан один передвижной блокпост «Миколаевець», созданный на базе БРДМ-2[41]
- 18 июля 2014 года пограничной службе были переданы два бронированных УАЗ-3303[42]
- 30 июля 2014 года пограничной службе были переданы один бронированный грузовик КамАЗ-43114-15 и два внедорожника «Volkswagen Amarok»[43][44]
- 12 сентября 2014 погранслужбе передали УАЗ-469, переоборудованный в машину огневой поддержки[45]
- 18 сентября 2014 погранслужбе передали десять БТР-70[46] и одну санитарную автомашину[47], а также один бронированный грузовик на шасси ЗИЛ-131[48]
- 27 сентября 2014 погранслужбе передали шесть БТР и 8 грузовиков КрАЗ-6322[49]
- 12 ноября 2014 Львовскому погранотряду передали один модернизированный БТР-60ПБ с установленными решетчатыми противокумулятивными экранами[50]

В соответствии с решением Кабинета Министров Украины № 768-р от 20 августа 2014 года было увеличено финансирование ГПСУ — из резервного фонда государственного бюджета было дополнительно выделено 713,9 млн гривен.
В конце августа 2014 года на вооружение пограничников были переданы ПТРК «Фагот», позднее были получены зенитные установки.
28 ноября 2014 года председатель государственной пограничной службы Украины ген.-лейт. Виктор Назаренко сообщил, что ГПСУ уже получила свыше 20 бронетранспортёров и 47 бронемашин «Кугуар».
3 июня 2015 пограничной охране передали ещё один БТР-60ПБ.
4 июля 2015 в составе пограничной службы было создано новое подразделение: пограничная комендатура быстрого реагирования, действующая на территории Харьковской области
В сентябре 2016 года Кабинет министров Украины принял решение о расформировании научно-исследовательского института ГПСУ.

## Функции
Основными правоохранительными функциями Государственной пограничной службы Украины являются:
- охрана государственной границы Украины на суше, море, реках, озёрах и других водоёмах с целью недопущения незаконного изменения прохождения его линии, обеспечения соблюдения режима;
- осуществление в установленном порядке пограничного контроля и пропуска через государственную границу Украины лиц, транспортных средств, грузов и другого имущества, а также выявление и пресечение случаев незаконного их перемещения.
- охрана суверенных прав Украины в её исключительной (морской) экономической зоне;
- ведения разведывательной, информационно-аналитической и оперативно-розыскной деятельности в интересах обеспечения защиты государственной границы Украины согласно законам Украины «О разведывательных органах Украины» и «Об оперативно-розыскной деятельности»;
- участие в осуществлении государственной охраны мест постоянного и временного пребывания Президента Украины и должностных лиц, определённых в Законе Украины «О государственной охране органов государственной власти Украины и должностных лиц».

## Принципы
Основными принципами деятельности Государственной пограничной службы Украины являются:
законность;
уважение и соблюдение прав и свобод человека и гражданина;
внепартийность;
непрерывность;
сочетание гласных, негласных и конспиративных форм и методов деятельности;
единоначалие; коллегиальность при разработке важных решений;
взаимодействие с органами государственной власти, органами местного самоуправления и общественными организациями при осуществлении положенных на Государственную пограничную службу Украины заданий;
открытость для демократического гражданского контроля.

## Правовая основа
Правовую основу деятельности государственной пограничной службы Украины составляют:
- Закон Украины «О Государственной пограничной службе Украины» от 4 марта 2003 г.
- Закон Украины «О государственной границе Украины»,
- Закон Украины «Об участии граждан в охране гражданского порядка и государственной границы» от 22 июня 2000 г.

Деятельность государственной пограничной службы Украины осуществляется в соответствии с законами, распоряжениями Президента Украины, постановлениями Кабинета Министров Украины, а также ратифицированными Верховной Радой Украины международными договорами Украины.

## Руководство
- (1992—1994) генерал армии Украины Валерий Губенко
- (1994—1999) генерал-полковник Виктор Банных
- (1999—2001) генерал-полковник Борис Олексиенко
- (2001—2014) генерал армии Украины Николай Литвин
- (2014—2017) генерал армии Украины Виктор Назаренко
- (2017—2019) генерал армии Украины Пётр Цигикал
- (с 06.2019) генерал-лейтенант Сергей Дейнеко

## Структура

### Региональные органы управления
- Восточное региональное управление[укр.] (г. Харьков)

- 3 пограничный отряд имени Героя Украины полковника Евгения Пикуса
- 4 пограничный отряд (Харьков)
- 5 пограничный отряд (Сумы)
- 26 отдельная авиационная эскадрилья (Харьков)
- Поликлиника (Харьков)
- 11 пограничный отряд
- 1 пограничный отряд

- Западное региональное управление[укр.] (г. Львов)

- 7 пограничный Карпатский отряд (Львов)
- 27 пограничный отряд имени героев Карпатской Сечи (Мукачево)
- 31 пограничный отряд имени генерал-хорунжего Александра Пилькевича (Черновцы)
- Львовский военно-медицинский клинический центр (клинический госпиталь)
- Кинологический учебный центр (Великие Мосты)
- 94 пограничный отряд (Чоп)
- 6 пограничный Волынский отряд (Луцк)

- Южное региональное управление[укр.] (г. Одесса)

- 26 пограничный отряд (Одесса)
- 2 пограничный отряд (Подольск)
- 25 пограничный отряд (Белгород-Днестровский)
- 17 пограничный отряд имени полковника Александра Жуковского (Измаил)
- 24 пограничный отряд имени Героя Украины старшего лейтенанта Вячеслава Семенова (Могилев-Подольский)
- 24 отдельная авиационная эскадрилья (Одесса)
- Одесский военно-медицинский клинический центр (клинический госпиталь)
- 8 пограничный отряд
- 79 пограничный отряд

- Региональное управление морской охраны (г. Одесса)

- 23 отряд морской охраны (Белгород-Днестровский)
- Учебный центр Морской охраны (Измаил)
- 1 отряд морской охраны (Одесса)
- 18 отряд морской охраны (Измаил)

### Части центрального подчинения
- 9 пограничный отряд имени Сечевых Стрельцов (Житомир)
- 105 пограничный отряд имени князя Владимира Великого (Чернигов)
- 10 мобильный пограничный отряд (Киев)
- Отдельный контрольно-пропускной пункт «Киев» (Борисполь)
- Главный центр связи, автоматизации и защиты информации
- Национальная академия Государственной пограничной службы Украины имени Богдана Хмельницкого
- Главный центр подготовки личного состава Государственной пограничной службы Украины имени генерал-майора Игоря Момота
- Отдельная комендатура охраны и обеспечения
- Главный центр оперативного документирования и оперативно-технических мероприятий
- Главный военно-медицинский клинический центр (Центральный клинический госпиталь)
- Клинический санаторий «Аркадия»
- Санаторий «Пограничник – Немиров»
- Санаторий «Моршин – Пограничник»
- Главный центр капитального строительства и реконструкций
- Центральная база хранения и снабжения
- 1 склад горючего
- 2 склад горючего
- Отраслевой государственный архив
- Главный экспертно-криминалистический центр (Борисполь)
- Спортивный комитет
- Академический ансамбль песни и пляски
- Центральный музей (Черкассы)
- Львовский санитарно-эпидемиологический отряд
- Государственный лицей-интернат с усиленной военно-физической подготовкой «Кадетский корпус» имени Ивана Харитоненко (Хмельницкий)
- Одесский санитарно эпидемиологический отряд
- Киевский санитарно-эпидемиологический отряд
- Главный центр обработки специальной информации
- Главный центр полиграфических исследований
- Служба безопасности дорожного движения органов центрального подчинения
- Главный центр управления службой
- Контактный центр
- Центральная военно-врачебная комиссия
- Главный центр медиакоммуникаций
- Главный центр правовой работы
- Главный центр сопровождения программ развития (офис реформ)
- 15 мобильный пограничный отряд

## Личный состав и численность

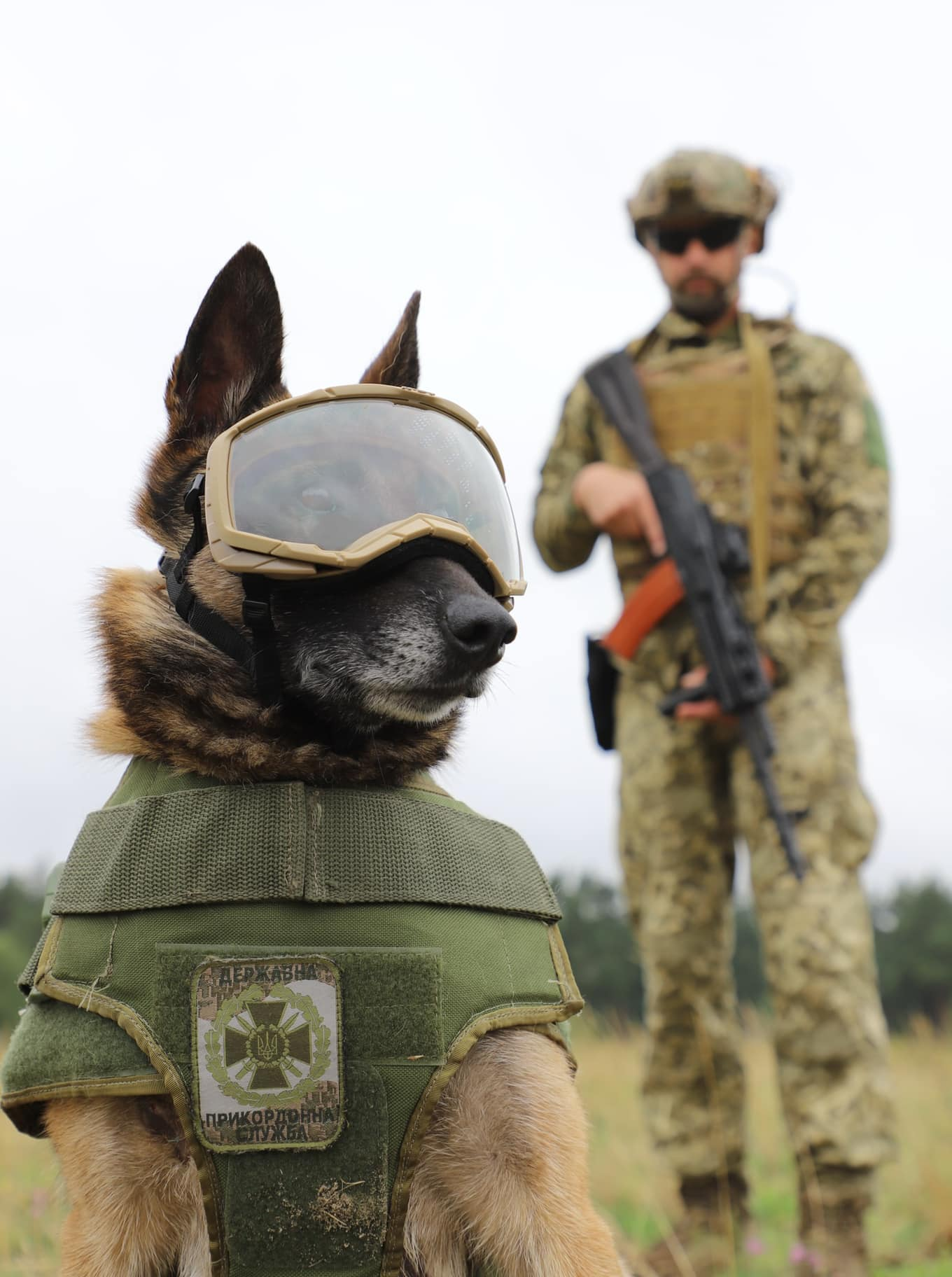
Пограничник со служебной собакой (2022)

Личный состав Государственной пограничной службы Украины состоит из военнослужащих и работников Государственной пограничной службы Украины. Военнослужащие и работники ГПС Украины на период военной службы и работы останавливают членство в политических партиях.
С 2008 года пограничное ведомство полностью отказалось от призыва военнослужащих срочной службы и перешло на контрактную службу. Для набора персонала на контрактной основе были созданы собственные центры комплектования:
- в Национальной академии Госпогранслужбы обучают офицеров как для службы на украинской границе, так и для работы в силовых структурах Украины и других стран.
- Три учебных центра осуществляют подготовку младших специалистов различного профиля.

В апреле 2015 года общая численность пограничной службы Украины была увеличена с 50 тыс. до 53 тыс. человек.
Весной 2016 года в ряды Государственной пограничной службы Украины был восстановлен призыв военнослужащих срочной службы. Призывники в возрасте от 20 до 27 лет проходят военную службу на должностях младших инспекторов 3-й категории, водителей, поваров, кинологов в региональных подразделениях и частях прямого подчинения, а также на должностях матросов и старшин на кораблях и катерах Морской охраны ГПСУ. Обучение молодые солдаты-пограничники проходят в Учебном центре (с. Оршанец Черкасской обл.), Национальной академии ГПСУ (г. Хмельницкий), Учебном кинологическом центре (г. Великие Мосты Львовской обл.) и Учебно-тренировочном отряде морской охраны ГПСУ (г. Измаил Одесской обл.). В зону проведения антитеррористической операции военнослужащие срочной службы не направляются.

### Медали за службу

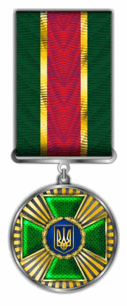
25 лет службы
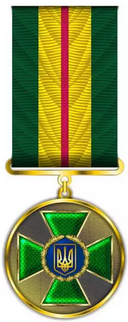
20 лет службы
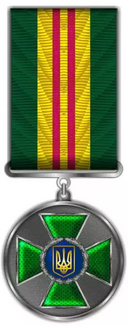
15 лет службы
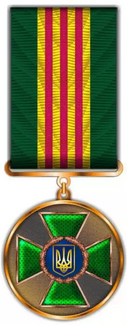
10 лет службы

## Задачи
На ГПС Украины возлагаются задачи защиты от любых попыток незаконного изменения прохождения линии государственной границы Украины; вооружённых конфликтов и других провокаций на границе. Эта задача реализуется во взаимодействии с Вооружёнными Силами Украины и другими воинскими формированиями в отражении вторжения или нападения на территорию Украины вооружённых сил другого государства или группы государств.
Важной задачей Госкомграницы является организация предотвращения преступления на административным правонарушением, противодействие которым законодательством отнесена к компетенции Государственной пограничной службы Украины, их выявления, пресечения, проведение дознания, осуществление производства по делам об административных правонарушениях в соответствии с законами.
Органы Госкомграницы обеспечивают осуществление пограничного контроля и пропуска в установленном порядке лиц, транспортных средств, грузов и другого имущества в случае наличия надлежащим образом оформленных документов после прохождения ими таможенного и при необходимости других видов контроля, а также регистрацию иностранцев и лиц без гражданства, которые в установленном порядке прибывают на Украину, и их паспортных документов в пунктах пропуска через государственную границу.
При этом они предотвращают въезда на Украину или выезда из неё лиц, которым согласно законодательству не разрешается въезд на Украину или которых временно ограничено в праве выезда c Украины, в том числе в соответствии с поручением правоохранительных органов; розыск в пунктах пропуска через государственную границу лиц, скрывающихся от органов дознания, следствия и суда, уклоняющихся от отбывания уголовных наказаний; выполнение в установленном порядке других поручений правоохранительных органов.
В интересах охраны границы, защиты интересов граждан и государства пограничная служба осуществляет разведывательную информационно-аналитическую и оперативно-розыскную деятельность, а также контр разведывательные мероприятия в интересах обеспечения защиты государственной границы Украины.
На органы Госкомграницы возложены ответственные задачи борьбы с нелегальной миграцией. С этой целью пограничники обеспечивают контроль за соблюдением пограничного режима; организацию в соответствии с законодательством принятия заявлений о предоставлении статуса беженца от лиц, которые намерены его приобрести и вынуждены были незаконно пересечь государственную границу Украины; установки по согласованию с Государственной таможенной службой Украины и Министерством транспорта Украины режима в пунктах пропуска через государственную границу Украины, контроль за его соблюдением; принятия во взаимодействии с органами внутренних дел и органами Службы безопасности Украины решений о выдворении за пределы Украины иностранцев и лиц без гражданства, которые задержании в пределах контролируемых пограничных районов при попытке или после незаконного пересечение государственной границы в Украины иностранцев и лиц без гражданства, которые задержаны в пределах контролируемых пограничных районов при попытке или после незаконного пересечения государственной границы на Украину, выдворение этих лиц; осуществление самостоятельно или во взаимодействии с органами внутренних дел и органами Службы безопасности Украины в пределах контролируемых приграничных районов контроля за соблюдением иностранцами и лицами без гражданства, а также беженцами и лицами, которым предоставлено убежище на Украине, установленных правил пребывания на её территории; охрану, конвоирования и содержания задержанных лиц и плавсредств до момента их передачи органам пограничной охраны или другим уполномоченным органам сопредельного государства, другим правоохранительным органам Украины или суда; участие в пределах своей компетенции во взаимодействии с органами Службы безопасности Украины, органами внутренних дел и другими правоохранительными органами в борьбе с терроризмом и выполнении других возложенных на них задач.

## Права
С целью надлежащего выполнения поставленных задач в правоохранительной сфере органам, должностными лицами Госпогранслужбы предоставлено право:
- располагать пограничные наряды, передвигаться при исполнении служебных обязанностей на любых участках местности, находиться на земельных участках, в жилых и других помещениях граждан с их согласия или без их согласия в неотложных случаях, связанных со спасением жизни людей и имущества либо с непосредственным преследованием лиц, подозреваемых в совершении преступления, с уведомлением об этом в течение 24 часов прокурора, а также на территории и в помещениях предприятий, учреждений и организаций независимо от формы собственности с уведомлением об этом их администрации;
- согласно законам и другим нормативно-правовым актам исключительно в интересах уголовного судопроизводства, международного сотрудничества в борьбе с организованной преступностью, а также в целях обеспечения национальной безопасности Украины осуществлять контролируемый (под оперативным контролем) пропуск через государственную границу Украины лиц в пунктах пропуска или вне их. Решения на такой пробел принимает Председатель Государственной пограничной службы Украины;
- проверять у лиц, следующих через государственную границу Украины, документы на право въезда на Украину или выезда c Украины, делать в них соответствующие отметки и в случаях, предусмотренных законодательством, временно их задерживать или изымать;
- путём опроса лиц выяснять основания въезда на Украину или выезда c Украины, не пропускать через государственную границу Украины лиц без действительных документов на право его пересечения, лиц, предоставивших сознательную ложные сведения при получении указанных документов, лиц, которым Государственной пограничной службой Украины за нарушение законодательства по пограничным вопросам и о правовом статусе иностранцев или по мотивированному письменному решению суда и правоохранительных органов не разрешается въезд на Украину или временно ограничено право выезда c Украины; делать в документах указанных лиц соответствующие отметки;
- в соответствии с законодательством принимать решение относительно предоставления разрешения на пересечение государственной границы в упрощённом порядке;
- самостоятельно, а в случае пребывания транспортных средств, товаров и других предметов, перемещаемых через государственную границу Украины, под таможенным контролем — вместе с таможенными органами проводить в соответствии с законодательством обзор, в случае необходимости и сопровождение указанных транспортных средств, товаров и предметов;
- осуществлять согласно поручениям правоохранительных органов Украины задержания в пунктах пропуска лиц, следующих через государственную границу Украины и разыскиваются по подозрению в совершении преступления, скрывающихся от органов дознания, следствия и суда, уклоняющихся от отбывания уголовного наказания и в других случаях, предусмотренных законодательством Украины;
- создавать и использовать в интересах разведки, контр разведывательного обеспечения охраны государственной границы Украины, оперативно-розыскной деятельности, участия в борьбе с организованной преступностью и противодействия незаконной миграции информационные системы, в том числе банки данных относительно лиц, которые пересекли государственную границу Украины, лиц, совершивших правонарушения, противодействие которым отнесено к компетенции Государственной пограничной службы Украины, человек, я кем согласно законодательству не разрешается въезд на Украину или временно ограничивается право выезда c Украины, недействительных, похищенных и утраченных документов на право выезда за границу и в других случаях, предусмотренных законодательством Украины;
- требовать от физических лиц прекращения правонарушений и действий, препятствующих осуществлению полномочий Государственной пограничной службы Украины;
- в случаях и в порядке, предусмотренных законами Украины, рассматривать дела о правонарушениях, налагать взыскания или передавать материалы о правонарушениях на рассмотрение других уполномоченных органов исполнительной власти или судов;
- осуществлять административное задержание лиц на основаниях и в сроки, определённые законами, в том числе иностранцев и лиц без гражданства, которые незаконно пересекли государственную границу Украины, относительно которых приняты в установленном порядке решения о передаче их пограничным органам сопредельного государства, на время, необходимое для такой передачи;
- осуществлять на основаниях и в порядке, установленных законами, личный досмотр задержанных, а также осматривать и при необходимости изымать вещи, которые могут быть вещественными доказательствами или причинить вред здоровью людей;
- принимать лиц, задержанных в административном порядке, специально оборудованных для этих целей помещениях;
- проводить в соответствии с законом судебную экспертизу паспортных документов, которые согласно законодательству используются во время пересечения государственной границы Украины;
- останавливать и досматривать в пределах пограничной полосы, контролируемых пограничных районов самостоятельно, а за их пределами — совместно с органами Государственной автомобильной инспекции Министерства внутренних дел Украины транспортных средств, а также проверять документы, удостоверяющие личность водителя и пассажиров, с целью выполнения задач по борьбе с организованной преступностью и незаконной миграцией на государственной границе Украины. При этом груз, перевозимый транспортными средствами под таможенным контролем, подлежит такому обзора только вместе с органами Государственной таможенной службы Украины;
- использовать в порядке, установленном законодательством, водный и воздушное пространство Украины; предоставлять разрешение на заход иностранных военных кораблей во внутренние воды, на рейды и порты Украины; проводить в установленном порядке обзор украинских и иностранных невоенных судов, допустивших нарушения законодательства во время плавания и пребывания в территориальном море, внутренних водах, а также во время стоянки судов в портах Украины; останавливать и осматривать в установленном порядке суда и плавсредства, ведущих промысел рыбы и других водных живых ресурсов и осуществлять другие мероприятия, связанные с защитой морских границ Украины.

## Вооружение и техника
| Изображение    | Тип                             | Производство             | Назначение                                                                     | Количество           | Примечания |         |
| Авиация        | Авиация                         | Авиация                  | Авиация                                                                        | Авиация              | Авиация | Авиация |
| -------------- | ------------------------------- | ------------------------ | ------------------------------------------------------------------------------ | -------------------- | --- | ------- |
|                | Ан-72П                          | Украина                  | Военно-транспортный самолёт                                                    | 3                    | Бортовые номера — 15 голубой, 16 голубой, 17 голубой |         |
|                | Ан-24                           | СССР                     | Пассажирский самолёт                                                           | 1                    | Модификация Ан-24РВ. Бортовой номер — 12 жёлтый. |         |
|                | Ан-26                           | СССР                     | Транспортный самолёт                                                           | 2                    | Бортовые номера — 14 голубой, 18 голубой. |         |
|                | Diamond DA42                    | Австрия                  | Патрульный самолёт                                                             | 4                    | Бортовые номера — 21 голубой, 22 голубой. В декабре 2010 года три патрульных самолёта Diamond DA 42М-NG были закуплены в Австрии для государственной пограничной службы Украины. Третий самолёт с бортовым номером «23 голубой» был потерян в катастрофе. В декабре 2015 года государственной пограничной службы Украины передали 2 DA42 ранее использовавшихся Кировоградской лётной академией Национального авиационного университета. |         |
|                | Diamond DA40                    | Австрия                  | Патрульный самолёт                                                             | 5                    | В декабре 2015 года государственной пограничной службы Украины передали 5 DA40 ранее использовавшихся Кировоградской лётной академией Национального авиационного университета. |         |
|                | Ми-8                            | СССР                     | Десантно-транспортный вертолёт                                                 | 6                    | Модификации Ми-8Т, Ми-8ТП, Ми-8МТ, Ми-9. Бортовые номера — 2 голубой, 4 голубой, 5 голубой, 6 голубой, 9 голубой, 10 голубой. |         |
|                | H125                            | Франция                  | Многоцелевой вертолёт                                                          | 4                    | |         |
|                | АК1-3                           | Украина                  | Лёгкий многоцелевой вертолёт                                                   | 0                    | Рассматривается возможность принятия на вооружение 24 лёгких патрульных вертолётов. |         |
| Бронетехника   |                                 |                          |                                                                                |                      | |         |
|                | БТР-80                          | СССР                     | бронетранспортёр                                                               | некоторое количество | |         |
|                | БТР-70 БТР-70Т БТР-70ДИ         | СССР · Украина · Украина | бронетранспортёр                                                               | не менее 30          | Включая модернизированные версии БТР-70Т и БТР-70ДИ. |         |
|                | БММ-70 «Ковчег»                 | Украина                  | бронированная медицинская машина                                               | 1                    | По состоянию на октябрь 2014 года в состав ГПС была передана 1 машина. |         |
|                | БТР-60                          | СССР                     | бронетранспортёр                                                               | некоторое количество | |         |
|                | БРДМ-2 БРДМ-2ДИ                 | СССР · Украина           | боевая разведывательная машина                                                 | некоторое количество | Часть модернизирована до уровня БРДМ-2ДИ «Хазар». |         |
|                | «Крепость на колёсах»           | Украина                  | бронеавтомобиль                                                                | н/д                  | |         |
|                | КрАЗ «Кугуар»                   | Канада/ Украина          | бронеавтомобиль                                                                | 67                   | До 28 ноября 2014 года получено 47 бронированных автомобилей «Кугуар». В феврале 2015 года передано ещё 20 машин, включая санитарную модификацию. |         |
|                | КрАЗ «Кобра»                    | Канада/ Украина          | бронеавтомобиль                                                                | 20 (не менее)        | |         |
|                | ББМ «Козак-2»                   | Украина                  | MRAP                                                                           | 17                   | |         |
|                | ББМ «Козак-4»                   | Украина                  | бронеавтомобиль                                                                | не менее 3           | Построены на шасси Land Rover Defender из числа повреждённых в ходе боевых столкновений на украинско-российской границе весной-летом 2014 года на мощностях НПО «Практика». (Варианты «командирский» и «пикап».) |         |
| Спецтехника    |                                 |                          |                                                                                |                      | |         |
|                | БТР-70ДИ-02 «Свитязь»           | Украина                  | командно-штабная машина                                                        | 5                    | |         |
|                | Р-142                           | СССР                     | командно-штабная машина                                                        | некоторое количество | |         |
|                | БМ «Тритон» с комплексом «Джеб» | Украина                  | Бронеавтомобиль с мобильным комплексом наземной разведки и РЭБ                 | 4(+58)               | В январе 2016 года заказано 62 автомобиля и комплекса. |         |
|                | МРЭС «Мастер»                   | Украина/ Италия          | ремонтно-эвакуационный автомобиль                                              | 10                   | В августе 2015 года 10 станций были переданы ГПСУ правительством США в рамках содействия безопасности Украины. |         |
|                | ГАРТ-1/П                        | Украина/ Италия          | подвижный программно-технический комплекс автоматизации приграничного контроля | 16                   | |         |
| Автомобили     |                                 |                          |                                                                                |                      | |         |
|                | Богдан-3373                     | Украина                  | грузовой автомобиль                                                            |                      | |         |
|                | КрАЗ-6322 «Солдат»              | Украина                  | грузовой автомобиль                                                            | более 70             | Включая бронированные. |         |
|                | КрАЗ-255Б                       | СССР                     | грузовой автомобиль                                                            | н/д                  | Кроме бортовых, специальные машины. |         |
|                | КАМАЗ 43114                     | Россия                   | грузовой автомобиль                                                            | некоторое количество | Включая бронированные. |         |
|                | Урал-4320                       | СССР                     | грузовой автомобиль                                                            | н/д                  | Кроме бортовых, специальные машины. |         |
|                | ЗИЛ-131                         | СССР                     | грузовой автомобиль                                                            | н/д                  | Кроме бортовых, санитарные и специальные машины. |         |
|                | ЗИЛ-130                         | СССР                     | грузовой автомобиль                                                            | н/д                  | Кроме бортовых, специальные машины. Имеются машины производства УАМЗ |         |
|                | ГАЗ-66                          | СССР                     | грузовой автомобиль                                                            | н/д                  | Кроме бортовых, санитарные и специальные машины. |         |
|                | ГАЗ-3307                        | Россия                   | грузовой автомобиль                                                            | некоторое количество | |         |
|                | МАЗ-5337                        | СССР                     | грузовой автомобиль                                                            | некоторое количество | |         |
|                | МАЗ-5335                        | СССР                     | грузовой автомобиль                                                            | н/д                  | Топливозаправщики. Некоторое количество было потеряно в ходе боевых столкновений на украинско-российской границе весной-летом 2014 года. |         |
|                | УАЗ-3151                        | Россия                   | автомобиль повышенной проходимости                                             | более 100            | Некоторое количество было потеряно в ходе боевых столкновений на украинско-российской границе весной-летом 2014 года. |         |
|                | УАЗ-3163                        | Россия                   | автомобиль повышенной проходимости                                             | некоторое количество | Несколько машин было потеряно в ходе боевых столкновений на украинско-российской границе весной-летом 2014 года. |         |
|                | Land Rover Defender             | Великобритания           | автомобиль повышенной проходимости                                             | до 54                | Переданы Еврокомиссией и Правительством США в 2012 году. Часть бронированна и переоборудована на мощностях НПО «Практика». Некоторое количество было потеряно в ходе боевых столкновений на украинско-российской границе весной-летом 2014 года. |         |
|                | Chevrolet Niva                  | Россия                   | автомобиль повышенной проходимости                                             | 100                  | Некоторое количество было потеряно в ходе боевых столкновений на украинско-российской границе весной-летом 2014 года. |         |
|                | Volkswagen Amarok               | Германия                 | автомобиль повышенной проходимости                                             | 162 (не менее)       | Включая бронированные и с турелью. Некоторое количество машин потеряно в ходе боестолкновений. |         |
|                | Ford Ranger                     | США                      | автомобиль повышенной проходимости                                             | 12                   | В апреле 2015 года 12 бронированных машин полицейской комплектации были переданы ГПСУ правительством США в рамках содействия безопасности Украины. |         |
|                | Toyota Land Cruiser 200         | Япония                   | автомобиль повышенной проходимости                                             | более 20             | |         |
|                | Renault Duster                  | Франция                  | автомобиль повышенной проходимости                                             | н/д                  | Некоторое количество передано в феврале 2015 года. |         |
|                | Mitsubishi L200                 | Япония                   | автомобиль повышенной проходимости                                             | не менее 39          | Получены от США в 2022 году. |         |
|                | Dacia Duster                    | Франция/ Румыния         | автомобиль повышенной проходимости                                             | порядка 10           | |         |
|                | УАЗ-3303                        | Россия                   | автомобиль повышенной проходимости                                             | некоторое количество | Включая 2 бронированных. Некоторое количество было потеряно в ходе боевых столкновений на украинско-российской границе весной-летом 2014 года. |         |
|                | УАЗ-3962                        | Россия                   | санитарная машина                                                              | некоторое количество | Несколько машин было потеряно в ходе боевых столкновений на украинско-российской границе весной-летом 2014 года. |         |
|                | ГАЗ-3221                        | Россия                   | микроавтобус                                                                   | н/д                  | Часть машин специальные. Некоторое количество было потеряно в ходе боевых столкновений на украинско-российской границе весной-летом 2014 года. |         |
|                | Volkswagen Transporter          | Германия                 | микроавтобус                                                                   | 61 (не менее)        | |         |
|                | Volkswagen Crafter              | Германия                 | микроавтобус                                                                   | 31                   | |         |
|                | Ford Transit                    | США                      | микроавтобус                                                                   | не менее 10          | |         |
|                | Peugeot Boxer                   | Франция                  | микроавтобус                                                                   | некоторое количество | Включая специальные автомобили и автомобили скорой помощи |         |
|                | Mercedes-Benz Vito              | Германия                 | минивэн                                                                        | некоторое количество | |         |
|                | Богдан А092                     | Украина                  | автобус                                                                        | некоторое количество | |         |
|                | Toyota Coaster                  | Япония                   | автобус                                                                        | некоторое количество | |         |
|                | ЛАЗ Лайнер-10                   | Украина                  | автобус                                                                        | некоторое количество | |         |
|                | ЛАЗ-695                         | СССР                     | автобус                                                                        | некоторое количество | |         |
|                | Torsus Praetorian               | Чехия                    | вездеходный автобус                                                            | не менее 9           | Закуплено 9 мобильных комплексов с тепловизионными датчиками на основе вездеходных автобусов Torsus Praetorian в 2019 году. |         |
| Прочая техника |                                 |                          |                                                                                |                      | |         |
|                | Bombardier Outlander 400 MAX    | Канада                   | квадроцикл                                                                     | 100                  | |         |
|                | Polaris 600 IQ Touring          | Канада                   | снегоход                                                                       | 50                   | |         |
|                | ММВЗ-3.112.14 «Пионер»          | Беларусь                 | мотоцикл                                                                       | 183                  | |         |
|                | Зброяр Z-15                     | Украина                  | полуавтоматическая винтовка                                                    |                      | Принята на вооружение 10-м отдельным отрядом оперативного реагирования Дозор.. |         |

## Профессиональные праздники
- 30 апреля — День Пограничника

## Международное сотрудничество
26 ноября 2022 года на пограничном переходе Нарва и в Лухумаа в Эстонии приступили к работе пять украинских пограничников, которые помогают местным коллегам, делятся своим опытом и, при необходимости, участвуют в опрашивании пересекающих границу. Украинские пограничники прибыли  при содействии европейского агентства по охране границ Frontex. На основании дополнительной информации, проверенной украинскими чиновниками, эстонские пограничники смогут быстрее принимать решения о разрешении пересекать границу и быстрее оказывать помощь беженцам.